# Municipio de Sangamon (Dakota del Sur)
El municipio de Sangamon (en inglés: Sangamon Township) es un municipio ubicado en el condado de Edmunds en el estado estadounidense de Dakota del Sur. En el año 2010 tenía una población de 60 habitantes y una densidad poblacional de 0,65 personas por km².

## Geografía
El municipio de Sangamon se encuentra ubicado en las coordenadas 45°32′8″N 99°22′47″O / 45.53556, -99.37972. Según la Oficina del Censo de los Estados Unidos, el municipio tiene una superficie total de 92.2 km², de la cual 91,13 km² corresponden a tierra firme y (1,17 %) 1,08 km² es agua.

## Demografía
Según el censo de 2010, había 60 personas residiendo en el municipio de Sangamon. La densidad de población era de 0,65 hab./km². De los 60 habitantes, el municipio de Sangamon estaba compuesto por el 100 % blancos. Del total de la población el 0 % eran hispanos o latinos de cualquier raza.